# Erika Raven
Erika Raven, pseudoniem van Erika De Ceukelaire (Halle, 8 april 1963), is een Belgische striptekenaar. Ze is bekend van onder andere Ripley, Icebound en Thomas Rindt.
In 1987 won ze als eerste vrouw de Bronzen Adhemar. Voor het weekblad Libelle maakte ze twee jaar lang de cartoon "Erika". In 2009 schreef ze samen met Maarten Vande Wiele het scenario voor I love Paris.